# Nguyễn Văn Trăm
Nguyễn Văn Trăm (sinh năm 1959) là một chính khách Việt Nam. Ông nguyên là Phó Bí thư Tỉnh ủy, Chủ tịch Ủy ban nhân dân tỉnh Bình Phước. Trước khi giữ chức vụ này, ông là Chủ nhiệm Chính trị Quân khu 7 với quân hàm Thiếu tướng.

## Tiểu sử
Ông sinh ngày 20 tháng 11 năm 1959 tại Phú Thọ, Thủ Dầu Một, Bình Dương.
Tháng 10 năm 1978, ông tham gia quân đội thuộc đơn vị Đại đội 3 - Tiểu đoàn 3 - Trung đoàn 4 - Bộ Chỉ huy Quân sự Tỉnh Sông Bé và tham chiến ở chiến trường Campuchia đến tháng 2 năm 1979.
Tháng 3 năm 1979, ông học tại Trường Quân chính Sông Bé đến tháng 10.
Trong thời gian từ tháng 7 đến tháng 10 năm 1979, ông là Tiểu đội trưởng thuộc Trung đoàn 4 - Bộ Chỉ huy Quân sự Tỉnh Sông Bé (tham chiến tại Campuchia).
Từ tháng 3 năm 1979 đến tháng 11 năm 1980 là học viên tại Trường Quân chính Quân khu 5.
Từ tháng 12 năm 1980 đến tháng 11 năm 1983 là Trung đội trưởng kiệm Đại đội phó Quân sự thuộc Tiểu đoàn 26 - Đoàn 5504 (tham chiến tại Campuchia), cấp bậc Thiếu úy.
Từ tháng 12 năm 1983 đến tháng 6 năm 1984 là Đại đội trưởng Đại đội 1 - Tiểu đoàn 56 - Đoàn 5504 (tham chiến tại Campuchia), cấp bậc Trung úy. Ngày vào Đảng Cộng sản Việt Nam là 10/3/1984.
Từ tháng 7 năm 1984 đến tháng 7 năm 1986 là Tiểu đoàn phó Quân sự - Tiểu đoàn 56 - Đoàn 5504 (tham chiến tại Campuchia), cấp bậc Thượng úy - CVV. Ngày chính thức vào Đảng Cộng sản Việt Nam: 10/3/1985.
Từ tháng 8 năm 1986 đến tháng 01 năm 1987, chờ công tác Trạm khách T18/Quân khu 5, cấp bậc Đại úy.
Từ tháng 08 năm 1990 đến tháng 10 năm 1990 là học viên Học viện Lục quân, cấp bậc Thiếu tá.
Từ tháng 11 năm 1990 đến tháng 12 năm 1990, chờ công tác Trạm khách T67/Quân khu 7.
Từ tháng 1 năm 1991 đến tháng 1 năm 1993 là Tiểu đoàn trưởng Tiểu đoàn bộ binh 1/Phú Lợi - Bộ Chỉ huy Quân sự Tỉnh Sông Bé, Đảng ủy viên Quân sự Tỉnh Song Bé.
Từ tháng 2 năm 1993 đến tháng 7 năm 1995 là Trợ lý Tác chiến Phòng Tham mưu, Bộ Chỉ huy Quân sự Tỉnh Sông Bé, cấp bậc Trung tá.
Từ tháng 8 năm 1995 đến tháng 11 năm 1996 là Trưởng ban tác chiến, Phòng tham mưu, Bộ Chỉ huy Quân sự tỉnh Sông Bé; Đảng ủy viên Phòng Tham mưu.
Từ tháng 12 năm 1996 đến tháng 8 năm 1998 là Phó tham mưu trưởng tác chiến, Phòng tham mưu, Bộ Chỉ huy Quân sự tỉnh Bình Phước; cấp bậc Thượng tá - Đảng ủy viên Quân sự Tỉnh Bình Phước.
Từ tháng 9 năm 1998 đến tháng 2 năm 1999 là học viên Trường sĩ quan kỹ thuật quân sự Vinhempich (Đại học đại cương).
Từ tháng 3 năm 1999 đến tháng 6 năm 1999 là Phó tham mưu trưởng tác chiến, Phòng tham mưu, Bộ Chỉ huy Quân sự tỉnh Bình Phước; Đảng ủy viên Phòng tham mưu.
Từ tháng 7 năm 1999 đến tháng 7 năm 2000 là Phó chỉ huy trưởng quân sự, Bộ Chỉ huy Quân sự tỉnh Bình Phước; Đảng ủy viên Quân sự tỉnh Bình Phước.
Từ tháng 8 năm 2000 đến tháng 7 năm 2001 là Học viên đào tạo cấp Sư đoàn trưởng, Tỉnh đội trưởng - Học viện lục quân Đà Lạt
Từ tháng 8 năm 2001 đến tháng 12 năm 2002 là Phó chỉ huy trưởng quân sự, Bộ Chỉ huy Quân sự tỉnh Bình Phước; Đại tá - Đảng ủy viên Quân sự tỉnh Bình Phước.
Từ tháng 12 năm 2002 đến tháng 10 năm 2003 là Phó chỉ huy trưởng, Tham mưu trưởng, Bộ Chỉ huy Quân sự tỉnh Bình Phước Đại tá NLL 1 - Ủy viên Ban Thường vụ Đảng ủy Quân sự tỉnh Bình Phước
Từ tháng 11 năm 2003 đến tháng 9 năm 2006: Chỉ huy trưởng, Bộ Chỉ huy Quân sự tỉnh Bình Phước; Đại tá NLL 1 - Ủy viên Ban Thường vụ Tỉnh ủy Bình Phước
Từ tháng 10 năm 2006 đến tháng 9 năm 2007 là Đào tạo lý luận chính trị cao cấp - Học viện Chính trị Quốc gia Hồ Chí Minh (Cầu Giấy, Hà Nội).
Từ tháng 9 năm 2007 đến tháng 4 năm 2008 là Phó chủ nhiệm chính trị Quân khu 7, Ủy viên Thường vụ Đảng ủy Cục Chính trị
Từ tháng 5 năm 2008 đến tháng 4 năm 2013 là Chủ nhiệm chính trị QK7, Ủy viên Thường vụ Đảng ủy QK 7, Bí thư Đảng ủy Cục Chính trị; cấp bậc Thiếu tướng.
20 tháng 03 năm 2013: Ông được chỉ định tham gia Ban chấp hành, Ban thường vụ và giữ chức Phó bí thư tỉnh ủy Bình Phước, nhiệm kỳ 2010-2015.
5 tháng 4 năm 2013: Hội đồng nhân dân tỉnh Bình Phước đã bầu thiếu tướng Nguyễn Văn Trăm giữ chức vụ Chủ tịch UBND tỉnh nhiệm kỳ 2011-2016 thay người tiền nhiệm Trương Tấn Thiệu bị miễn nhiệm do vi phạm kỷ luật.
Từ ngày 1 tháng 12 năm 2019, ông nghỉ hưu theo chế độ.

## Khen thưởng
- Huân chương Chiến công Hạng Nhất: (2)